# Малезија
Малезија (малајс. Malaysia), савезна је уставна монархија у југоисточној Азији. Чини је тринаест савезних држава и три савезне територије, и простире се на површини од 330.803 km². Јужно кинеско море дели Малезију на две области приближне величине, Западну Малезију и Источну Малезију (Малезијски Борнео). Западна Малезија има копнену границу са Тајландом а поморску са Сингапуром, Вијетнамом и Индонезијом. Источна Малезија има копнену границу са Брунејом и Индонезијом и поморску границу са Филипинима. Главни град Малезије је Куала Лумпур  а седиште савезне владе је у Путраџаји. Према попису из 2010. године у Малезији је живело 28,33 милиона људи, од којих је 22,6 милиона живело у западном делу државе. У Малезији се налази Танџунг Пијај, најјужнија тачка континенталног дела Евроазије. Малезија спада међу седамнаест земаља са највећом разноврсношћу биљног и животињског света, уз велико присуство ендемских врста.
Краљевства на подручју данашње Малезије у 18. веку су постала интересна сфера Британске империје. Након што су малајска краљевства постала британски протекторати основане су административне јединице познате као Британски поседи у Малаји (енгл. Straits Settlements). Малајски део индокинеског полуострва је 1946. уједињен у Малајску унију. Малаја је 1948. реорганизована у Малајску Федерацију, а 31. августа 1957. постала је независна. Неколико година касније, 16. септембра 1963, Малаји су се прикључили Северни Борнео, Саравак, и Сингапур а држава је променила назив у Малезија. Непуне две године касније 1965, Сингапур је искључен из федерације.
Мултиетничност и мултикултуралност има велики утицај на политику земље. Ислам је уставом дефинисан као државна религија док је слобода вероисповести зајамчена. Систем државне управе је у великој мери сличан британском а законодавство је засновано на англосаксонском праву. Шеф државе је краљ, познат као Јанг ди-Пертуан Агонг (малајс. Yang di-Pertuan Agong). Он је изабрани монарх ког бирају владари девет малајских савезних држава на мандат од пет година. Шеф владе је премијер.
Након стицања независности, економски показатељи Малезије су међу најбољима у Азији, са просечном годишњом стопом раста БДП-а од 6,5% током скоро педесет година. Привреда се традиционално ослања на природна богатства земље али развијају се и наука, туризам, трговина, и здравствени туризам. Данас Малезија спада међу новоиндустријализоване земље са тржишном привредом. По висини БДП-а је на трећем месту у југоисточној Азији, док је у свету је на 29. месту. Један је од оснивача АСЕАН-а, Самита источне Азије и Организације исламске сарадње, такође, чланица је АПЕК-а, Комонвелта нација, и Покрета несврстаних.

## Порекло имена
Назив Малезија је комбинација речи Малај са латинским односно грчким суфиксом -sia/-σία. Малајска реч Мелају је вероватно настала од тамилских речи Малај и ур што значи планина односно град, земља. Древни индијски трговци су за Малајско полуострво користили реч Малајадвипа. Без обзира да ли је заиста овог порекла, вероватно је некада реч мелају или млају у малајском/јаванском језику означавала постепено убрзавање или трчање. Овај израз је примењен у описивању снажне речне струје реке Мелају на Суматри. Мелајско краљевство, које је постојало у 7. веку на Суматри, касније је вероватно узело ово име.
Пре почетка европске колонизација, домороци су Малајско полуострво звали Танах Мелају тј. Малајска земља. Према расној класификацији немачког научника Јохана Фридриха Блуменбаха, домородачко становништво острвског дела југоисточне Азије припада малајској раси. Француски морепловац Жил Димон д'Ирвил је након експедиције по Океанији 1826. предложио Француском географском друштву (фр. Société de Géographie) појмове Малезија, Микронезија и Меланезија, ради разликовања ових пацифичких култура и архипелага од постојећег термина Полинезија. Димон д'Ирвил је описао Малезију као област познату под именом Источне Индије. Енглески етнолог Џорџ Самјуел Виндзор Ерл је 1850. у Часопису о индијском архипелагу и источној Азији (енгл. Journal of the Indian Archipelago and Eastern Asia) предложио да се острва у југоисточној Азији назову Мелајунезија или Индунезија. У модерној терминологији, појам Малајци означава етнорелигијску групу аустронезијских народа која углавном живи на Малајском полуострву и деловима оближњих острва, међу којима је и источна обала Суматре, обала Борнеа, и мања острва која се налазе између ова два.
Након стицања независности од Велике Британије 1957, држава је названа Малајска Федерација. Поред овог имена било је више предлога међу којима је и Лангкасука, по историјском краљевству из првог миленијума смештеном у горњем делу Малајског полуострва. Име Малезија је усвојено 1963. када су постојеће државе Малезијске федерације, заједно са Сингапуром, Северним Борнеом и Сараваком направиле нову федерацију.

## Географија

### Положај
Малезија заузима површину од 329.847 km², по чему је на 67. месту у свету. У Западној Малезији има копнену границу са Тајландом, док се у Источној Малезији граничи са Индонезијом и Брунејем. Са Сингапуром је повезана узаним уздигнутим путем и мостом. Поред тога, има поморску границу са Вијетнамом и Филипинима. Реке Перлис и Голок, као и Пагалајански канал већим делом чине природну границу према другим државама, док је део границе на мору предмет спора. Брунеј је практично енклава унутар Малезије, који савезна држава Саравак дели на два дела. Малезија је једина земља чија се територија простире на азијској копненој маси као и на малајском архипелагу. Танџунг Пијаи, смештен у јужној савезној држави Џохор, најјужнија је континентална тачка Азије. Малајски пролаз, смештен између Суматре и континенталног дела Малезије, један је од најважнијих трговачких пролаза на свету, с обзиром да се преко њега одвија 40% светске трговине.

### Геологија и рељеф
Западна и Источна Малезија су одвојене Јужнокинеским морем. Континентални део Малезије обухвата око 40% територије земље, а карактерише га углавном планински рељеф, док се према истоку и западу протежу алувијалне равни. У правцу север-југ протеже се у дужини од око 740 km, док је у најширем делу у правцу исток-запад широк 322 km. У његовом средишњем делу налази се планински масив Титиванга, са највишим врхом Маунт Корбуом висине 2.183 метра, делом низа планинских венаца који се протежу јужно ка средишту полуострва. Ове планине имају густе шуме, и сачињене су углавном од гранита и других магматских стена. Добрим делом су еродирале, стварајући тиме крашке облике рељефа. Неке од важнијих река извиру на овим планинама. Обала полуострва је дуга 1.931 km, а равнице које га окружују су широке највише 50 km. Међутим, луке се налазе само на западној страни полуострва.
Источна Малезија, на острву Борнео, има обалу дугу 2.607 km. Обухвата три физичко-географске целине: приобалну низију, брда и долине, и планине у унутрашњости територије. На северном делу се протеже планински венац Крокер,. У његовом саставу је Кинабалу, највиша планина у Малезији. Смештена је у Националном парку Кинабалу, који је под заштитом Унеска. Највиши делови овог планинског венца представљају природну границу између Малезије и Индонезије. На Сараваку се налази Национални парк Гунунг Мулу са бројним пећинама.
Између ова два дела Малезије налазе се бројна острва, међу којима је највеће Банги.

### Клима
Клима у Малезији је екваторијална са карактеристичним монсунима на југозападу (од априла до октобра) и на североистоку (од октобра до фебруара). У појединим деловима планине спречавају продор монсуна, такође, околна мора могу да ублаже високе температуре. Влажност је обично висока, а просечна годишња количина падавина је око 2.500 литара. Клима у континенталном делу и на источном делу Малезије се разликује, јер на климу континенталном делу директно утичу ветрови са копна, док је на истоку присутнији утицај океана. Малезија има три климатске зоне: брда, низије, и приобаље.

## Политика
Малезија је савезна уставна монархија са изабраним краљем. Систем државне управе је веома сличан британском моделу, што је заоставштина колонијалне владавине Британаца. Поглавар државе има звање Јанг ди-Пертуан Агонг (малајс. Yang di-Pertuan Agong) тј. краљ. Краља бирају, на петогодишњи мандат, девет наследних владара малајских савезних држава; остале четири савезне државе, на чијем челу се налазе гувернери, не учествују у одабиру краља. Према неформалном договору функција краља се систематски ротира између девет савезних држава, а од јануара 2019. врши је Абдулах Султан Ахмад Шах, султан од Паханга. Од промена устава 1994. улога краља је углавном протоколарна, и огледа се у именовању министара и чланова горњег дома.
Законодавна власт је подељена између законодавних тела на нивоу федерације и савезних држава. Дводомну савезну скупштину чине доњи представнички дом, и горњи дом тј. сенат. Представнички дом има 222 члана, изабрана по једнокружном већинском систему, на мандат од пет година. Сенат има 70 чланова са мандатом од три године, који могу да буду чланови у два сазива; 26 чланова сената делегирају скупштине 13 савезних држава а преостала 44 поставља краљ на предлог премијера.
Свака савезна држава има једнодомну законодавну скупштину са члановима изабраним по већинском систему. На челу владâ савезних држава налазе се премијери, који су чланови скупштине савезне државе из већинске партије. У свим савезним државама са наследним владарима, премијер обавезно мора да буде Малајац ког именује премијер Малезије. Избори за скупштину се одржавају барем једном сваких пет година, последњи су одржани у мају 2013. године. На савезним изборима могу да учествују сви држављани Малезије старији од 21 године, као и на изборима за скупштине скоро свих савезних држава. Гласање није обавезно. Избори за савезну скупштину као и за скупштине савезних држава одржавају се истовремено, осим у случају савезне државе Саравак.
Извршну власт има влада на челу са премијером. Премијер мора бити члан представничког дома, који према мишљењу краља предводи већину у скупштини. Влада је састављена од чланова оба дома скупштине. Актуелни премијер, Наџиб Разак, именован 2009, шести је председник владе Малезије.
Малежански правни систем заснован је на англосаксонском праву. Највиши суд у земљи је савезни суд, а испод њега су апелациони и два виша суда, један у континенталном делу Малезије и један на малежанском Борнеу. Такође, у Малезији постоји посебан суд за случајеве који се односе на монархе. Смртна казна се изриче за злочине као што су убиства, тероризам и трговина наркотицима. Поред цивилних постоје и шеријатски судови, који спроводе шеријатске законе према муслиманима у областима породичног законодавства и вере.
Раса представља важну улогу у политици а бројне политичке партије заступају припаднике само једне етничке групе. Државни пројекти оснаживања као што је Нова економска политика, и након ње Национална политика развоја, спроведени су са циљем побољшања положаја бумипутера (међу које спадају Малајци и домородачка племена за које се сматра да су првобитни становници Малезије) у односу на не-бумипутере тј. етничке Кинезе и Индусе. Овим програмом бумипутерама је дата предност при запошљавању, образовању, пословању, и приступу јефтинијем стамбеном простору и повољнијим кредитима. Међутим, то је проузроковало повећање међунационалног незадовољства. Тренутно се води дебата о секуларности малежанског друштва тј. да ли друштво треба да буде секуларно или да се држи исламских принципа. Као пример тога, Панмалежанска исламска партија је у законодавној скупштини Келантана усвојила законе исламског кривичног права али их је савезна влада поништила с образложењем да је кривично право у надлежности савезне владе.

## Спољни односи и војска
Малезија је један од оснивача Асоцијације нација југоисточне Азије (АСЕАН) и Организације исламске сарадње, поред тога, чланица је бројних међународних организација као што су Уједињене нације, Азијско-пацифичке економске сарадње, Групе Д-8, и Покрета несврстаних. У прошлости је председавала АСЕАН-ом, Организацијом исламске сарадње и Покретом несврстаних. Такође је, као бивша британска колонија, чланица Комонвелта нација. Куала Лумпур је 2005. био домаћин првог Самита источне Азије.
Спољна политика Малезије почива на принципу неутралности и одржавања добрих односа са свим државама, без обзира на њихово политичко уређење. Влада придаје велики значај безбедности и стабилности југоисточне Азије, и труди се да дубље развије односе са државама региона. Током историје, владе Малезије су се трудиле да представе земљу као напредну исламску нацију при том јачајући односе са другим исламским земљама. Једно од важних начела малежанске политике је национални суверенитет и право државе да самостално одлучује о унутрашњим стварима.
Територијалне спорове влада решава на бројне начине, између осталог и на Међународном суду правде. Око острва Спратли спори се више држава у региону југоисточне Азије, док Кина полаже право на целокупно Јужнокинеско море. За разлику од својих суседа Вијетнама и Филипина, Малезија није долазила у сукоб са Кином. Брунеј и Малезија су 2009. објавили да престају са претензијама на територију једне и друге земље, и да ће решити спор око границе на мору. Филипини имају прикривене претензије према источном делу Сабаха. Захтеви Сингапура на поврат земљишта проузроковали су напетости између две земље, док са Индонезијом постоји спор око границе на мору.
Малезија никада није признала Израел и нема никакве дипломатске односе са овом земљом. Пружа снажну подршку Држави Палестини, и позвала је на суђење Израелу пред Међународним судом правде због напада на Газу. Малежанске мировне снаге су присутне у Либану и у многим другим мировним мисијама Уједињених нација.
Малежанске оружане снаге имају три рода: Краљевску малежанску морнарицу, Малежанску армију, и Краљевско малежанско ратно ваздухопловство. Војни рок није обавезан а за добровољну службу могу да се пријаве особе старије од 18 година. За војне сврхе држава издваја 1,5% БДП-а, и у њему је запослено 1,23% радно способних Малежана. Тренутно је Малезија у процесу ширења и модернизације сва три рода својих оружаних снага.
Споразуми пет сила о одбрани (енгл. Five Power Defence Arrangements) представљају регионалну безбедносну иницијативу која постоји скоро четрдесет година. Она укључује здружене војне вежбе Малезије, Сингапура, Аустралије, Новог Зеланда, и Уједињеног Краљевства. Поред тога Малезија обавља војне вежбе са Индонезијом. и Сједињеним Државама. Малезија и Филипини имају споразум о заједничким вежбама безбедносних снага с циљем обезбеђивања поморске границе и борбе против илегалне имиграције.

## Административна подела
| Перлис Кедах Пенанг Келантан Теренгану Перак Селангор Негери Сембилан Малака Џохор Паханг Саравак Сабах Лабуан Куала Лумпур Путраџаја Зап. Малезија Ист. Малезија савезне државе савезне територије Јужнокинеско море Малајски · пролаз Тајландски залив Сулуско море Целебеско море Брунеј Индонезија Сингапур Тајланд |

Малезија је федерација тринаест савезних држава (малајс. Negeri) и три савезна вилајета (малајс. Wilayah Persekutuan). Оне су смештене у двема областима, једанаест савезних држава и два вилајета се налазе на континенталном делу Малезије, док су две савезне државе и један вилајет у Источној Малезији. Свака савезна држава је подељена на округе, који се даље деле на мукиме. У Сабаху и Сараваку окрузи су груписани у области.
Управа над савезним државама је подељена између федералне и владе савезне државе, са различитим принадлежностима, а савезна влада има директну управу над савезним вилајетима. Нижи нивои власти су намењени локалним властима, где спадају градска, окружна и општинска већа. Федералне и власти савезне државе могу да оформе аутономна тела у нижим јединицама управе у циљу обављања одређених задатака. Савезним уставом су локалне власти, ван савезних територија, под јурисдикцијом владâ савезних држава, мада се у пракси федерална влада меша у послове локалних самоуправа. У Малезији постоје 144 јединице управе, међу којима је 11 градских већа, 33 општинска већа, и 97 окружних већа.
Тринаест савезних држава је формирано на основу историјских малајских краљевстава, а девет од једанаест савезних држава у континенталном делу Малезије, познатих као Малајске државе, задржало је своје краљевске породице. Краљ, након консултација са премијерима савезних држава које немају монархе, поставља гувернере на четворогодишњи мандат.

## Историја
Докази о постојању људи на подручју Малезије датирају 40.000 година у прошлост. Претпоставља се да су први становници Малајског полуострва били Негрити. Трговци и колонисти из Кине и Индије су дошли најраније у првом веку нове ере. Током другог и трећег века су изградили луке и градове у приобаљу. Захваљујући њима кинески и индијски утицај је имао снажан утицај на тамошње културе, а становништво Малајског полуострва је прихватило хиндуизам и будизам. Записи на санскрту појавили су се најраније у четвртом или петом веку. Краљевство Лангкасука настало отприлике у другом веку на северу Малајског полуострва, постојало је до 15. века. Између 7. и 13. века, највећи део југа Малајског полуострва је био део царства Сривиџаја. Након пада Сривиџаје, на већем делу полуострва и Малајског архипелага превладао је утицај царства Маџапахит. Арапи, као и трговци из средње Азије и Индије, почели су да у 14. веку шире ислам међу Малајцима. Почетком 15. века, султан Искандар Шах, одбегли краљ бившег краљевства Сингапура, основао је Малачки султанат, који се сматра првом независном државом на подручју Малајског полуострва. У то време Малака је била важно трговачко средиште, што је привлачило трговце из целог региона. 
Малаку су 1511. заузели Португалци, да би је 1641. заузели Холанђани. Британска империја је присутна у Малаји од 1786, пошто је султан Кедаха изнајмио острво Пенанг британској Источноиндијској компанији. Британци су 1819. добили Сингапур, а 1824, након Англо-холандског споразума, преузели су власт над Малаком. До 1826, Британци су вршили непосредну власт над Пенангом, Малаком, Сингапуром, и острвом Лабуан, који су прогласили крунском колонијом Британских поседа у Малаји. До почетка 20. века, владари држава Паханг, Селангор, Перак, и Негри Сембилан, познатих као Федеративне Малајске Државе, споразумно су имали британске држављане као саветнике. Преосталих пет држава на полуострву, тзв. Нефедеративних Малајских Држава, иако нису били под директном британском влашћу, такође је прихватило британске саветнике почетком 20. века.
До 19. века Малајско полуострво и Борнео су се углавном независно развијали. Британска власт је подстицала усељавање кинеских и индијских радника на ово подручје. Подручје данашњег Сабаха, тадашњи северни Борнео, под британску власт је дошло између 1877. и 1878. након што су султан од Брунеја и султан од Сулуа препустили право над овом територијом. Саравак је 1842. султан од Брунеја уступио Џејмсу Бруку, чији су наследници, као Беле раџе, владали независним Краљевством Саравак до 1946, када је постао крунска колонија.
Током Другог светског рата, јапанска војска је више од три године држала под окупацијом Малају, Северни Борнео, Саравак, и Сингапур. Тада је дошло до пораста етничких тензија и национализма. Подршка народа за независношћу порасла је након што су Савезници поново заузели Малају. Планови Британаца да након рата обједине управу Малаје у оквиру једне крунске колоније назване Малајска унија наишли су на снажно противљење Малајаца, који су се противили слабљењу малајских владара и давању држављанства етничким Кинезима. Малајска унија, успостављена је 1946, а чинили су је сви британски поседи на Малајском полуострву изузев Сингапура, убрзо је расформирана и 1. фебруара 1948. замењена Малајском федерацијом, која је обновила аутономију владара малајских држава под британским патронатом. Истовремено, углавном кинески побуњеници под вођством Малајске комунистичке партије изводили су герилске нападе с циљем истеривања Британаца из Малаје. Малајски устанак је трајао између 1948. и 1960. и представљао је борбу против побуњеника коју су предводиле трупе Комонвелта нација. Након овог сукоба спроведен је план стварања федеративне Малаје са Северним Борнеом (који се придружио као Сабах), Сараваком, и Сингапуром. Предложени датум настанка федерације био је 31. август 1963; међутим, датум је померен за 16. септембар исте године због противљења председника Индонезије Сукарна и Уједињене народне партије Саравака.
Настанак федерације пратио је пораст напетости укључујући сукоб са Индонезијом, излазак Сингапура из заједнице 1965. године, и расну поделу. Ова подела је достигла врхунац током расних немира 13. маја 1969. године. Након немира, премијер Тун Абдул Разак почео је са спровођењем контроверзне Нове економске политике, с циљем економског јачања домородачког становништва познатог као Бумипутера. Почевши од осамдесетих година 20. века, под вођством премијера Махатира Мухамеда, Малезија је забележила убрзани раст привреде и урбанизације. Ослонац привреде су уместо пољопривреде постали производња и индустрија. Бројни капитални пројекти су завршени, као што су Куле Петронас, Ауто-пут Север-Југ, Ем-Ес-Си Малејша, и нови административни главни град Путраџаја. Међутим, крајем деведесетих година 20. века Азијска финансијска криза готово је уништила валуту, берзу и тржиште некретнина у Малезији.

## Становништво
Према попису из 2010. Малезија је имала 28.334.135 становника, што је сврстава на 42. место у свету. Становништво Малезије чине бројне етничке групе. Домицилно становништво чини 91,8%, док странци чине преосталих 8,2% становништва. Малајци, тзв. ‘’бумипутере”, чине 67,4% држављана Малезије. Они имају преовлађујућу улогу у политичком животу земље. Термин бумипутера се односи и на одређене домородачке народе који нису малајског порекла, међу које спадају етнички Тајци, Кмери, Чами и домородачко становништво Сабаха и Саравака. Бумипутере немалајског порекла чине више од половине становништва у савезним државама Сабах и Саравак. На континенталном делу Малезије постоје и мање групе урођеника познатих као Оранг Асли (малајс. Orang Asli). Свака савезна држава има своје законе према којима одређује статус бумипутера.
Остале мањине које немају статус бумипутера чини значајан део становништва. Етнички Кинези чине 24,6%, док Индуси чине 7,3% становништва. Кинези традиционално имају велики утицај у привреди и трговини, и већинско су становништво у Пенангу. Индуси, међу којима су већина Тамили, почели су да пристижу у Малезију почетком 19. века. Особе рођене у Малезији не стичу аутоматски малежанско држављанство, али га стичу деца рођена у иностранству, чија су оба родитеља Малежани. Дозвољена је могућност поседовања двојног држављанства. Због имиграције држављанство у савезним државама Сабах и Саравак на малежанском Борнеу се разликује од онога у континенталном делу Малезије. Са навршених дванаест година сваки грађанин добија биометријску идентификациону картицу познату као ‘’MyKad”, коју мора да носи све време.
Малежански образовни систем чини необавезно предшколско, обавезно основно шестогодишње, и опционо петогодишње средњошколско школовање. Основне школе у Малезији су подељене на оне у којима се настава одвија на малајском, и на оне где се предаје на кинеском или тамилском језику. Након петогодишње средње школе, ученици полажу матурски испит (малајс. Sijil Pelajaran Malaysia). Дванаестомесечни програм за упис на факултете уведен је 1999. а ученици који га заврше могу да се упишу на локалне универзитете. Међутим, само десет посто места је намењено студентима који се не воде као бумипутере.
Смртност новорођенчади је 2009. износила 6 на 1000 рођених, док је очекивани животни век био 75 година. Малежанска влада је поставила циљ да у земљи развије медицински туризам, па, између осталог, за ту сврху издваја пет посто од буџета намењеног унапређењу социјалног сектора. Становништво је углавном смештено на континенталном делу Малезије где живи 20 од 28 милиона Малежана. У градовима живи седамдесет посто становништва. Куала Лумпур је главни и највећи град, као и трговачко и финансијско средиште земље. Путраџаја је седиште владе Малезије. У њу су пресељене многе извршне и законодавне установе савезне владе ради растерећења Куала Лумпура.
У Малезији живи више од три милиона имиграната; око десет посто становништва, који раде углавном радно интензивне послове. Према процени невладиних организација у Сабаху два од три милиона становника чине илегални имигранти. У Малезији живи приближно 171.500 избеглица и тражилаца азила. Од овог броја, око 79.000 је из Мјанмара, 72.400 је са Филипина, и 17.700 је из Индонезије.
| Куала Лумпур Џорџтаун | 1.  | Куала Лумпур    | Савезна Територија | 1.475.337 | Ипох Шах Алам |
| Куала Лумпур Џорџтаун | 2.  | Џорџтаун        | Пенанг             | 708.127   | Ипох Шах Алам |
| Куала Лумпур Џорџтаун | 3.  | Ипох            | Перак              | 657.892   | Ипох Шах Алам |
| Куала Лумпур Џорџтаун | 4.  | Шах Алам        | Селангор           | 641.306   | Ипох Шах Алам |
| Куала Лумпур Џорџтаун | 5.  | Петалинг Џаја   | Селангор           | 613.977   | Ипох Шах Алам |
| Куала Лумпур Џорџтаун | 6.  | Џохор Бахру     | Џохор              | 497.067   | Ипох Шах Алам |
| Куала Лумпур Џорџтаун | 7.  | Малака          | Малака             | 484.885   | Ипох Шах Алам |
| Куала Лумпур Џорџтаун | 8.  | Кота Кинабалу   | Сабах              | 452.058   | Ипох Шах Алам |
| Куала Лумпур Џорџтаун | 9.  | Алор Сетар      | Кедах              | 405.523   | Ипох Шах Алам |
| Куала Лумпур Џорџтаун | 10. | Куала Теренгану | Теренгану          | 337.553   | Ипох Шах Алам |

### Религија
Малежанским уставом зајамчена је слобода вероисповести, док је ислам дефинисан као државна религија. Према подацима са Пописа становништва из 2010. етничка припадност и вероисповест су у великој корелацији. Приближно 61,3% становништва су муслимани, будисти чине 19,8%, хришћани 9,2%, хиндуисти 6,3%, а 1,3% Малежана практикује конфучијанизам, таоизам и друга традиционална кинеска веровања. Особе које не припадају ни једној религији чине 0,7% а преосталих 1,4% становника Малезије су припадници других конфесија или нису одговорили на постављено питање.
Сунитско шафијско верско-правно учење је преовлађујући облик ислама у Малезији.
На основу Пописа становништва из 2010. Малајци су стопроцентно муслимани, док су 83,6% етничких Кинеза будисти, 3,4% су таоисти, 11,1% су хришћани, и присутан је један мањи број муслимана у областима као што је Пенанг. Већина Индуса, њих 86,2%, су хиндуисти, а међу њима су присутни и хришћани (6,0%) и муслимани (4,1%). Међу бумипутерама немалајског порекла преовлађује хришћанство са 46,5%, а муслимани у овој популацији чини 40,4% становништва.
Муслимани су у обавези да поштују одлуке шеријатских судова када се ради верским питањима. Од исламских судија се очекује да следе шафијску верско-правну школу, која је главни мезхеб у Малезији. Надлежност шеријатских судова је ограничена на питања муслимана у областима као што су брак, наслеђивање, развод, апостазија, промена вере, и старатељство. Ни један други кривични или грађански преступ није у надлежности шеријатских судова, који имају сличну хијерархију као цивилни судови. Поред тога што су цивилни изнад шеријатских судова они се не баве питањима везаним за ислам.

### Језик
Службени језик Малезије је малежански, стандардизовани облик малајског језика. Званичници Малезије за овај језик користе назив Bahasa Malaysia (дословно малежански језик), док је законом дефинисан назив службеног језика Bahasa Melayu (дословно малајски језик). Током историје енглески је био де факто језик администрације, да би употреба малајског превагнула након расних немира 1969. године. Законом о националном језику из 1967. латиничко писмо (малајс. Tulisan Rumi) дефинисано је као писмо националног језика, али није забрањена употреба малајског писма, познатог као џави (малајс. Jawi).
Енглески је и даље широко распрострањен као други језик, а Законом о националном језику из 1967. у неким случајевима је допуштена његова службена употреба, поред тога енглески се користи у настави математике и природних наука у свим државним школама.
Малежански енглески, познат као стандардни малежански енглески, варијанта је британског енглеског. Малежански енглески је распрострањен међу пословним светом, заједно са манглишом, што је колоквијални назив за варијанту енглеског са примесама малајског, кинеског и тамилског језика.
У Малезији се говори 137 језика, од чега 41 на континенталном делу Малезије. Домородачка племена у Источној Малезији говоре језицима који су блиски али ипак различити од малајског. Ибан је најчешћи језик међу племенима у Сараваку, док су дусунски и кадазански језици распрострањени међу домороцима Сабаха. Етнички Кинези углавном говоре кинеским дијалектима карактеристичним за јужне кинеске провинције. Углавном су то кантонски, мандарински, хокијенски, хака, хајнански, и фуџоу дијалекти. Тамили, који чине већину етничких Индуса, говоре тамилским језиком. Поред ових у Малезији се говоре и други језици јужне Азије, као што је тајски. Један мали број Малежана има белачко порекло и говори креолским језицима, као што је португалски заснован на малачком креолском, и шпански заснован на језику чавакано.

## Привреда
У последње три деценије Малезија је доживела привредну преобразбу захваљујући великим иностраним улагањима (у производњу електронских уређаја, нпр.), налазиштима нафте. Данас спада у групу средње развијених држава са БДП-ом од 12.100 УСД по становнику мерено по ППП-у у 2003.
Ту је велику улогу имао контроверзни премијер Махатир Мохамад, који је у земљи подстицао прозападне тржишне реформе, али и ауторитарним мерама одржавао новоуспостављену равнотежу између различитих верских и етничких група.
Велики утицај у привреди Малезије имају странци али у последње време имају и домаћи капиталисти. Углавном због јефтине радне снаге. Имају високо развијену привреду, са индустријализацијом. Руде су; гвожђе, нафта, бакар, волфрам, боксит, колумбита. Индустрија је високо развијена, неке од најзначајнијих су; металургија, електроиндустрија, хемијска, бродоградња и прехрамбена индустрија. Пољопривреда је такође један од битних фактора привреде, била у власништву страног капитала али се сменило па је у домаћем власништву (али још увек постоји утицај странаца). Неке од најбитнијих грана су: каучук, бибер, палмино уље, кокосов орах, банане, ананас, шећерна трска и дуван.

## Култура
Малежанско друштво карактерише национална, расна и језичка разноликост. Изворну културу овог подручја створила су домородачка племена заједно са Малајцима, који су се касније населили. Индијска и кинеска култура такође имају значајан утицај на целокупно друштво. Такође, присутни су и персијски, арапски и британски културни утицаји. Културна асимилација етничких мањина није изражена.
Влада је 1971. осмислила Националну културну политику, дефинишући тиме малежанску културу. Њоме је формулисано да малежанска култура мора бити заснована на култури домородачких народа Малезије, да може садржати прихватљиве елементе других култура, и да ислам мора бити део ње. Такође, њоме је малајски језик постављен испред других. Ово уплитање владе у културу увредило је немалајце који су то доживели као умањење културне слободе. Кинеска и индијска удружења предале су меморандуме влади у којима их оптужују за спровођење недемократске културне политике.
Између Малезије и суседних земаља постоје одређене несугласице око културе, понајвише са Индонезијом. Ове две земље имају слично културно наслеђе, деле многе традиције и ствари. У Индонезији постоје снажна осећања за заштиту националног наслеђа, док у Малезији та осећања нису тако изражена јер већина становништва прихвата чињеницу да деле многе вредности. Владе две земље воде дијалог око превазилажења несугласице везаног за културно наслеђе.

### Уметност
Традиционална малежанска уметност првенствено се односи на резбарију, ткање, и израду предмета од сребра. Производи традиционалне уметности се крећу од ручно тканих корпи из сеоских крајева до предмета од сребра са малајских дворова. Домородачко становништво источног дела Малезије познато је по дрвеним маскама. Свака етничка група има карактеристичан фолклор, уз мала преплитања са другим културама. Међутим, у малајској уметности присутни су неки утицаји из северне Индије услед њеног историјског утицаја на ово подручје.
Традиционална малајска музика и фолклор вероватно су настала у подручју Келантан-Патани уз утицаје из Индије, Кине, Тајланда и Индонезије. Музика почива на удараљкама, од којих су најзначајнији бубњеви (малајс. gendang). Постоји барем четрнаест врста традиционалних бубњева. Бубњеви и други традиционални ударни инструменти су често израђени од природних материјала. Музика се традиционално користи у приповедању, прославама и догађајима као што је жетва. Некада је била коришћена као вид међумесне комуникације. У Источној Малезији, музички ансамбли са гонговима, као што су агунг и кулинтанг, уобичајени су на свадбама и сахранама. Ови ансамбли су чести и у суседним областима као што су Минданао на Филипинима, Калимантан у Индонезији, и Брунеј.
Малезија има дугу усмену традицију која је постојала пре појаве писане речи и настављена је до данас. Сваки малајски султанат створио је сопствену књижевну традицију, инспирисану древним усменим причама и причама које су дошле са исламом. Прва малајска књижевност писана је арапским писмом. Најстарији писани споменик на малајском је Теренгански камен из 1303. године. Кинеска и индијска књижевност је стицала популарност са повећањем говорника ових језика у Малезији, а током 19. века и у Малезији настају дела на језицима из ових земаља. Енглески је такође временом постао раширен језик у књижевности. Влада Малезије је 1971. предузела кораке у циљу дефинисања књижевности на различитим језицима. Књижевност на малајском је проглашена националном књижевношћу Малезије, књижевност на другим бумипутерским језицима названа је обласном књижевношћу, док је књижевност на мандаринском, тамилском и енглеском проглашена регионалном књижевношћу. Поезија је веома развијена и користи многе форме. Популарна је форма хикајат а пантун се раширио из малајског у друге језике.

### Кухиња
У малежанској кухињи одражава се етничка разноликост њеног становништва. Бројне културе из земље и окружења значајно су утицале на малежанску кухињу. Највећи допринос су дали Малајци, Кинези, Индуси, Тајци, Јаванци и Суматрани, првенствено због географског положаја Малезије на раскрсници некадашњег пута зачина. Малежанска кухиња је најсличнија сингапурској и брунејској, а такође има сличности са филипинском кухињом.
У Малезији се може уочити и спајање различитих кухиња, па се тако у кинеским ресторанима често служе малајска јела. Храна карактеристична за једну културу некада бива припремљена на начин специфичан за неку другу, што значи да иако већина јела не води порекло из Малезије она се у овој земљи припремају на другачији начин. Пиринач је састојак многих јела. Чили се често користи, мада не превише.

### Медији
Водеће малежанске новине су у власништву државе и странака у владајућој коалицији, мада и неке веће опозиционе партије имају своје новине које се дистрибуирају без икаквих ограничења. Постоји подела у медијима у зависности од тога у ком делу државе се налазе. Медији у континенталном делу Малезије не придају велики значај вестима са истока земље, и често на источне савезне државе гледају као на колоније континенталног дела државе. У Малезији постоје дневни листови на малајском, енглеском, кинеском и тамилском језику.
Слобода штампе је ограничена бројним забранама на издавачка права и на приступ информацијама. У прошлости је влада пред изборе покушавала да подрије рад опозиционих медија. Тако је 2007. једна владина агенција издала директиву свим приватним радијским и телевизијским станицама да се уздрже од емитовања говора опозиционих лидера, што су осудили политичари опозиционе Партије демократске акције. Највећа слобода штампе је на Сабаху, где су сви таблоиди осим једног независни од утицаја владе. Закони, као што је Акт о штампаним медијима и публикацијама, наводе се као ограничавање слободе изражавања.

### Празници и фестивали
Малежани славе бројне празнике и фестивале током године. Неки од њих су званични празници у целој земљи, док се неки прослављају у одређеним савезним државама. Такође, неке фестивале прослављају поједине верске или етничке групе. Државним празницима су проглашени најважнији празници свих већих етничких и верских група. Најзначајнији државни празник је Хари мердека (малајс. Hari Merdeka), тј. Дан независности, који се обележава 31. августа, у знак сећања на проглашење независности Малајске Федерације 1957. године. Дан Малезије је 16. септембра, у знак сећања на формирање федерације 1963. године. Остали важнији државни празници су Празник рада (1. мај) и Краљев рођендан (прва недеља јуна).
Муслимански празници су чести јер је ислам државна религија; између осталих то су Рамазански бајрам (малајс. Hari Raya Aidilfitri), Курбан-бајрам (малајс. Hari Raya Haji), Дан рођења пророка Мухамеда и други. Етнички Кинези прослављају кинеску Нову годину и друге празнике у складу са традиционалним кинеским веровањима. Индуси у Малезији прослављају Депавали, празник светлости, док је Тајпусам верски обред током ког се окупљају ходочасници из целе земље у пећинама Бату. Хришћанска заједница у Малезији слави исте празнике као и хришћани широм света, међу којима су најпознатији Божић и Ускрс. Малежани у источном делу земље прослављају празник посвећен жетви под именом Гавај. Упркос томе што је већина празника карактеристична за одређену етничку или верску заједницу, прославе су универзалне. У складу са обичајем познатим као отворена кућа Малежани заједнички учествују у прославама празника.

### Спорт
У Малезији су најпопуларнији спортови фудбал, бадминтон, хокеј на трави, боулз, тенис, сквош, једрење, скејтбординг, јахање коња и борилачки спортови. Ту се издваја фудбал који привлачи највећу пажњу а Малезија планира да се кандидује за организацију Светског купа 2034. године. Поред фудбала, велика пажња се поклања бадминтону. У овом спорту Малезија је једна од четири земље које су освајале Томасов куп, екипно светско првенство за мушкарце. Британски војници су у Малезију донели сквош а прво такмичење је одржано 1939. године. Мушка малежанска репрезентација у хокеју на трави је на 13. месту у свету док је Куала Лумпур био домаћин трећег и десетог Светског купа у хокеју на трави. У Малезији се на стази Сепанг од 1999. одржавају трке Формуле 1. Традиционална борилачка вештина силат мелају (малајс. Silat Melayu) веома је популарна међу етничким Малајцима у Малезији, Сингапуру и Брунеју.
Олимпијски комитет Малајске Федерације основан је 1953, а наредне године примљен је у чланство Међународног олимпијског комитета. Малежански спортисти су на олимпијским играма први пут учествовали 1956. у Мелбурну. Године 1964. име комитета је промењено у Олимпијски комитет Малезије а ова земља од пријема у чланство МОК-а само једном није учествовала на Олимпијским играма. На Олимпијским играма у Минхену 1972. Малезију је представљало 57 спортиста, што је до сада највећи број. Малежански спортисти су на олимпијским играма освојили једанаест медаља; осам у бадминтону, две у скоковима у воду и једну бициклизму. На Играма Комонвелта ова земља је од 1950. учествовала под именом Малаја а од 1966. као Малезија. Куала Лумпур је био домаћин Игара Комонвелта 1998. године.